# Peter Strozzi

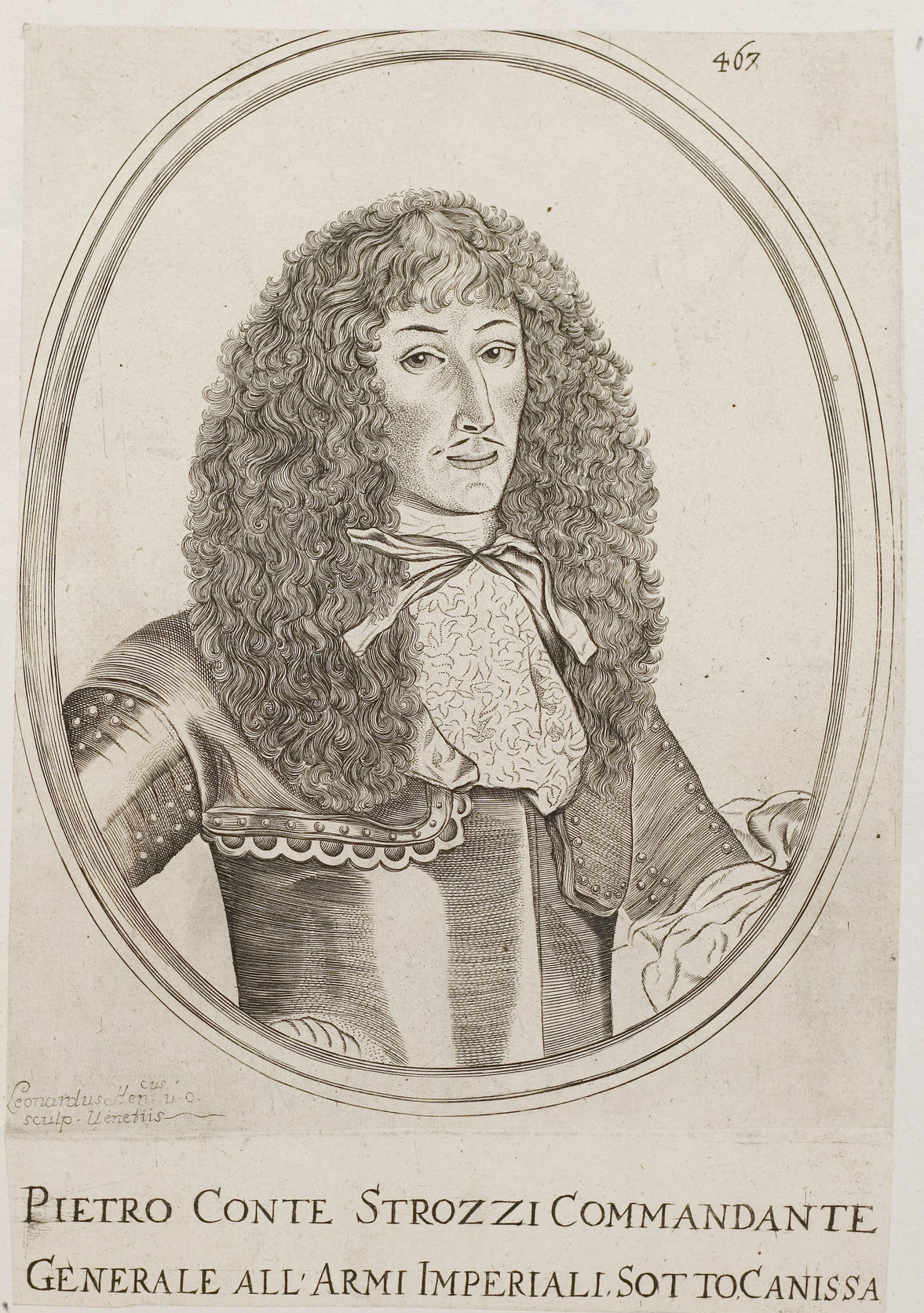
Peter Strozzi (1626–1664)

Graf Peter Strozzi zu Schrattenthal (* 1626; † 6. Juni 1664 in Neu-Zrin) war ein kaiserlicher Kämmerer und Feldmarschall-Lieutenant.

## Herkunft
Er entstammt der alten florentinischen Patrizierfamilie Strozzi. Seine Eltern waren der Graf Giacomo Strozzi († 1635) und dessen Ehefrau Ottavia Strozzi († 1658/62). Jener war General unter Kaiser Ferdinand II. und hatte wichtige Dienste geleistet und war dafür mit Gütern reich belohnt worden.

## Leben
Nach einer gründlichen Ausbildung kam Strozzi 1645 in das Gefolge des Principalgesandten Grafen Maximilian von und zu Trauttmansdorff. Dieser war in Münster und Osnabrück bei den Verhandlungen zur Beendigung des Dreißigjährigen Krieges. Strozzi war auch einige Zeit in den Niederlanden und in Brüssel. Aber er ging 1647 in kaiserliche Dienste und kam zum Regiment des Feldmarschall-Lieutenant Johann Wilhelm von Hunolstein. Dort wurde er auch bald Kompaniechef und nahm an den Kämpfen in Böhmen gegen die Schweden teil.
Nach dem Frieden von Münster kam er als Kämmerer an den Hof des Königs von Ungarn und Böhmen, Ferdinand IV. Als dieser überraschend an Blattern starb, ging er wieder in kaiserliche Dienste. Er errichtete im 1656 ein Regiment zu Fuß von 12 Kompanien. Mit dem Regiment kam er zum Feldmarschall Adrian von Enkevort und ging mit diesem nach Italien. 1657 wurde er dann im Gefecht bei Alessandria della Paglia (Alessandria) schwer verletzt. Nach seiner Genesung kam er zum Grafen Raimondo Montecuccoli, der in Polen gegen die Schweden kämpfte. Er formierte aus den Regimentern Hatzfeldt und Losenstein ein Neues und war 1658 bei dem Feldzug gegen die Schweden in Dänemark dabei.
Am 14. Januar 1660 schickte ihn Kaiser Leopold als Gesandten zum Kurfürsten Friedrich Wilhelm von Brandenburg. Aber schon nach dem Frieden von Oliva (3. Mai 1660) kehrte er zur Armee zurück und wurde am 8. Juni 1660 zum Generalfeldwachtmeister ernannt. Dort kommandierte er drei Regimenter: sein eigenes, das Kavallerie-Regiment Montecuccoli und ein Regiment Kroaten unter Oberst Buschonitz. Im März 1662 wurde er mit dem Grafen Rothal von Wien an den ungarischen Reichstag nach Preßburg geschickt.
Als aber der türkische Großvezier Ahmed Köprülü in Ungarn einrückte, wurde Strozzi nach Siebenbürgen geschickt, um den Rückzug der dortigen Truppen zu leiten. Im Feld erkrankte er aber schwer und blieb zunächst in Szerencs. Nach dem Verlust von Neuhäusel, wurde er Schloßkommandant in Preßburg, wo er erst mal die Befestigungen überarbeitete. Im November 1663 wurde er zum Feldmarschall-Lieutenant und Kapitän der Trabantengarde ernannt und am Ende des Jahres mit einer diplomatischen Sendung nach Paris geschickt. Nach seiner Rückkehr kam er gleich zur Armee des Grafen Zrinski und wurde bei der Belagerung von Kaniza am Arm verwundet. Anschließend kam er zur Belagerung nach Neu-Zrin.
Als ein türkisches Entsatzheer unter dem Großvezir Achmed Köprülü heranzog, musste die Belagerung am 2. Juni aufgehoben werden. Die Heere waren nur durch die Mur und den Drau getrennt. Die Türken besetzten eine Flussinsel und wurden am 6. Juni von einer Einheit Österreicher unter Strozzi wieder vertrieben. Dort traf ein Geschoss den bereits kranken Strozzi und tötete ihn. Strozzis Leichnam wurde nach Wien gebracht und in der Hof-Pfarrkirche St. Augustin beigesetzt.

## Familie
Er war mit Maria Katharina von Khevenhüller (* 22. August 1628; † 3. Januar 1714), eine Tochter des Obersthofmeisters Franz Christoph von Khevenhüller verheiratet. Die Ehe war kinderlos.
Strozzi hinterließ eine bedeutende Stiftung zu Gunsten der in Kriegsdiensten des Erzhauses Österreich invalid gewordenen Offiziere und Soldaten.